# Francisco Javier Pulgar
Francisco Javier Pulgar é um município da Venezuela localizado no estado de Zulia.
A capital do município é a cidade de Pueblo Nuevo.